# Дёмин, Юрий Георгиевич
Юрий Георгиевич Дёмин (22 июня 1945, Воронеж, РСФСР, СССР — 19 января 2020, Воронеж, Россия) — российский государственный деятель, деятель органов государственной безопасности и правоохранительных органов. Генерал-полковник юстиции (1997). Доктор юридических наук (1991), профессор (1992).

## Биография
Сын работника органов государственной безопасности, в будущем — генерал-майора КГБ СССР Георгия Ивановича Дёмина. После окончания школы и срочной военной службы — в органах КГБ СССР. Окончил Высшую школу Комитета государственной безопасности СССР в 1967 году. С 1967 по 1972 годы — сотрудник Октябрьского районного отдела Управления Комитета государственной безопасности по Москве и Московской области. С 1975 года — преподаватель, доцент кафедры административного и международного права Высшей школы Комитета государственной безопасности СССР. С 1989 года — консультант председателя Комитета государственной безопасности СССР, с декабря 1991 года — консультант Министерства безопасности и внутренних дел Российской Федерации. С 1992 года — начальник Службы правового обеспечения Министерства безопасности Российской Федерации. С 1993 года — начальник договорно-правового управления Федеральной службы контрразведки Российской Федерации (с 1995 — Федеральная служба безопасности Российской Федерации).
С 14 мая 1997 года — Заместитель Генерального прокурора Российской Федерации — Главный военный прокурор. Освобождён от должности 28 июня 2000 года.
С августа 2000 года — первый заместитель министра юстиции Российской Федерации. С ноября 2004 года — первый заместитель директора Федеральной миграционной службы Российской Федерации. Освобождён от должности в июле 2005 года.
С 2005 по 2009 годы работал заместителем генерального директора компании «РусПромАвто».
Специалист в области международного права. Один из разработчиков Закона Российской Федерации «О Федеральной службе безопасности».
Скончался 19 января 2020 года после тяжёлой и продолжительной болезни. Похоронен на Троекуровском кладбище Москвы.

## Воинские звания и классный чин
- генерал-майор юстиции (1992)
- генерал-лейтенант юстиции (1995)
- генерал-полковник юстиции (22 декабря 1997)
- Государственный советник юстиции 1-го класса (30 сентября 2000)[6].

## Награды
- Орден «За заслуги перед Отечеством» IV степени,
- Орден Почёта (16 августа 1999) — за заслуги в укреплении законности и многолетнюю безупречную службу[7],
- Нагрудный знак «Почётный работник прокуратуры Российской Федерации»,
- Медали.

## Труды
- «Дипломатические представительства» (Москва, 1995)
- «Статус дипломатических представительств и их персонала» (Москва, 1995)